# Refinería de Barrancabermeja
La Refinería de Barrancabermeja es el complejo industrial de refinación más grande de Colombia. En 2024 producía 246 000 bbl/d y empleaba a aproximadamente 1500 personas.
La refinería abastece cerca del 80% de la demanda interna de combustibles del país. Está compuesta por 54 unidades de refinación, 32 de servicios industriales, un centro de optimización desde donde se comandan sus operaciones de manera remota y segura, y 351 tanques de almacenamiento.
Desde 2020 su presidente es Carlos Guillermo García

## Historia
La refinería inició operaciones el 18 de febrero de 1922 con un alambique sencillo que usaba la leña como fuente de calor para destilar crudo y una producción de 1.500 barriles por día.
En 1961 Ecopetrol asumió la gestión directa de la Refinería de Barrancabermeja tras adquirirla de inversionistas extranjeros.